# Campionati europei di atletica leggera 2014 - 3000 metri siepi maschili
La specialità dei 3000 metri siepi maschili ai Campionati europei di atletica leggera di Zurigo 2014 si è svolta il 12 e 14 agosto 2014 al Stadio Letzigrund.
La finale è stata originariamente vinta dal francese Mahiedine Mekhissi-Benabbad ma successivamente è stato squalificato per aver corso gli ultimi metri di gara senza la maglietta, tolta prima dell'ultimo ostacolo e senza la quale corre gli ultimi 80 metri circa. Mekhissi-Benabbad è stato immediatamente ammonito dai giudici di gara per comportamento improprio, ma successivamente la Spagna ha presentato un ricorso, che è stato accolto in quanto avrebbe violato la regola che impone agli atleti di terminare la corsa con indosso il numero di gara. Il corridore è stato squalificato e ha perso così quella che per lui sarebbe stata la terza medaglia d'oro consecutiva agli Europei di atletica.
Durante la premiazione lo spagnolo Ángel Mullera, che per effetto della squalifica di Mahiedine Mekhissi-Benabbad è stato ripescato al terzo posto, è stato fischiato dal pubblico. Dopo l'esecuzione dell'inno francese Yoann Kowal (oro) si è unito a Krystian Zalewski (argento) sul secondo gradino del podio, apparentemente ignorando lo spagnolo.

## Podio
| Oro     | Yoann Kowal Francia       |
| Argento | Krystian Zalewski Polonia |
| Bronzo  | Ángel Mullera Spagna      |

## Programma
| Data           | Ora   | Evento         |
| -------------- | ----- | -------------- |
| 12 agosto 2014 | 12:20 | Qualificazione |
| 14 agosto 2014 | 20:45 | Finale         |

Ora locale (UTC+2).

## Risultati

### Qualificazione
I primi cinque atleti di ogni batteria (Q) e i successivi cinque migliori tempi (q) accedono alla finale.
| Class | Gruppo | Atelta                      | Nazione       | Tempo   | Note  |
| ----- | ------ | --------------------------- | ------------- | ------- | ----- |
| 1     | 2      | Mateusz Demczyszak          | Polonia       | 8:31.62 | Q     |
| 2     | 2      | Martin Grau                 | Germania      | 8:32.35 | Q     |
| 3     | 2      | Yuri Floriani               | Italia        | 8:33.05 | Q     |
| 4     | 2      | Tarık Langat Akdağ          | Turchia       | 8:33.39 | Q     |
| 5     | 2      | Mahiedine Mekhissi-Benabbad | Francia       | 8:33.44 | Q     |
| 6     | 2      | Nikolay Chavkin             | Russia        | 8:34.29 | q     |
| 7     | 2      | Sebastián Martos            | Spagna        | 8:34.35 | q     |
| 8     | 1      | Krystian Zalewski           | Polonia       | 8:35.44 | Q     |
| 9     | 1      | Mitko Tsenov                | Bulgaria      | 8:35.45 | Q     |
| 10    | 1      | Jukka Keskisalo             | Finlandia     | 8:35.98 | Q     |
| 11    | 1      | Yoann Kowal                 | Francia       | 8:36.27 | Q     |
| 12    | 2      | Ángel Mullera               | Spagna        | 8:36.33 | q, SB |
| 13    | 2      | Janne Ukonmaanaho           | Finlandia     | 8:36.44 | q     |
| 14    | 1      | Steffen Uliczka             | Germania      | 8:36.59 | Q     |
| 15    | 1      | Ivan Lukyanov               | Russia        | 8:37.02 | q     |
| 16    | 2      | Andrey Farnosov             | Russia        | 8:37.31 |       |
| 17    | 1      | James Wilkinson             | Gran Bretagna | 8:39.78 |       |
| 18    | 1      | Hakan Duvar                 | Turchia       | 8:42.03 |       |
| 19    | 1      | Tom Erling Kårbø            | Norvegia      | 8:42.33 |       |
| 20    | 1      | Daniel Lundgren             | Svezia        | 8:43.98 |       |
| 21    | 2      | Vadym Slobodenyuk           | Ucraina       | 8:43.99 |       |
| 22    | 2      | Noam Ne'eman                | Israele       | 8:45.33 |       |
| 23    | 1      | Patrick Nasti               | Italia        | 8:46.80 |       |
| 24    | 2      | Alberto Paulo               | Portogallo    | 8:47.18 |       |
| 25    | 1      | Christian Steinhammer       | Austria       | 8:58.58 |       |
| 26    | 1      | Justinas Beržanskis         | Lituania      | 9:01.56 |       |
| 27    | 2      | Albert Minczér              | Ungheria      | 9:32.13 |       |
| -     | 1      | Víctor García               | Spagna        | dnf     |       |

### Finale
| Class   | Arleta                      | Nazione   | Tempo   | Note |
| ------- | --------------------------- | --------- | ------- | ---- |
| Oro     | Yoann Kowal                 | Francia   | 8:26.66 |      |
| Argento | Krystian Zalewski           | Polonia   | 8:27.11 |      |
| Bronzo  | Ángel Mullera               | Spagna    | 8:29.16 | SB   |
| 4       | Sebastián Martos            | Spagna    | 8:30.08 |      |
| 5       | Ivan Lukyanov               | Russia    | 8:32.50 |      |
| 6       | Jukka Keskisalo             | Finlandia | 8:32.70 |      |
| 7       | Steffen Uliczka             | Germania  | 8:32.99 |      |
| 8       | Tarık Langat Akdağ          | Turchia   | 8:33.13 |      |
| 9       | Mitko Tsenov                | Bulgaria  | 8:34.16 |      |
| 10      | Mateusz Demczyszak          | Polonia   | 8:34.32 |      |
| 11      | Janne Ukonmaanaho           | Finlandia | 8:42.45 |      |
| 12      | Yuri Floriani               | Italia    | 8:44.05 |      |
| 13      | Martin Grau                 | Germania  | 8:44.46 |      |
| 14      | Nikolay Chavkin             | Russia    | 8:45.70 |      |
|         | Mahiedine Mekhissi-Benabbad | Francia   | dq      |      |